# Stipe (faux-tronc)
Pour les articles homonymes, voir stipe.

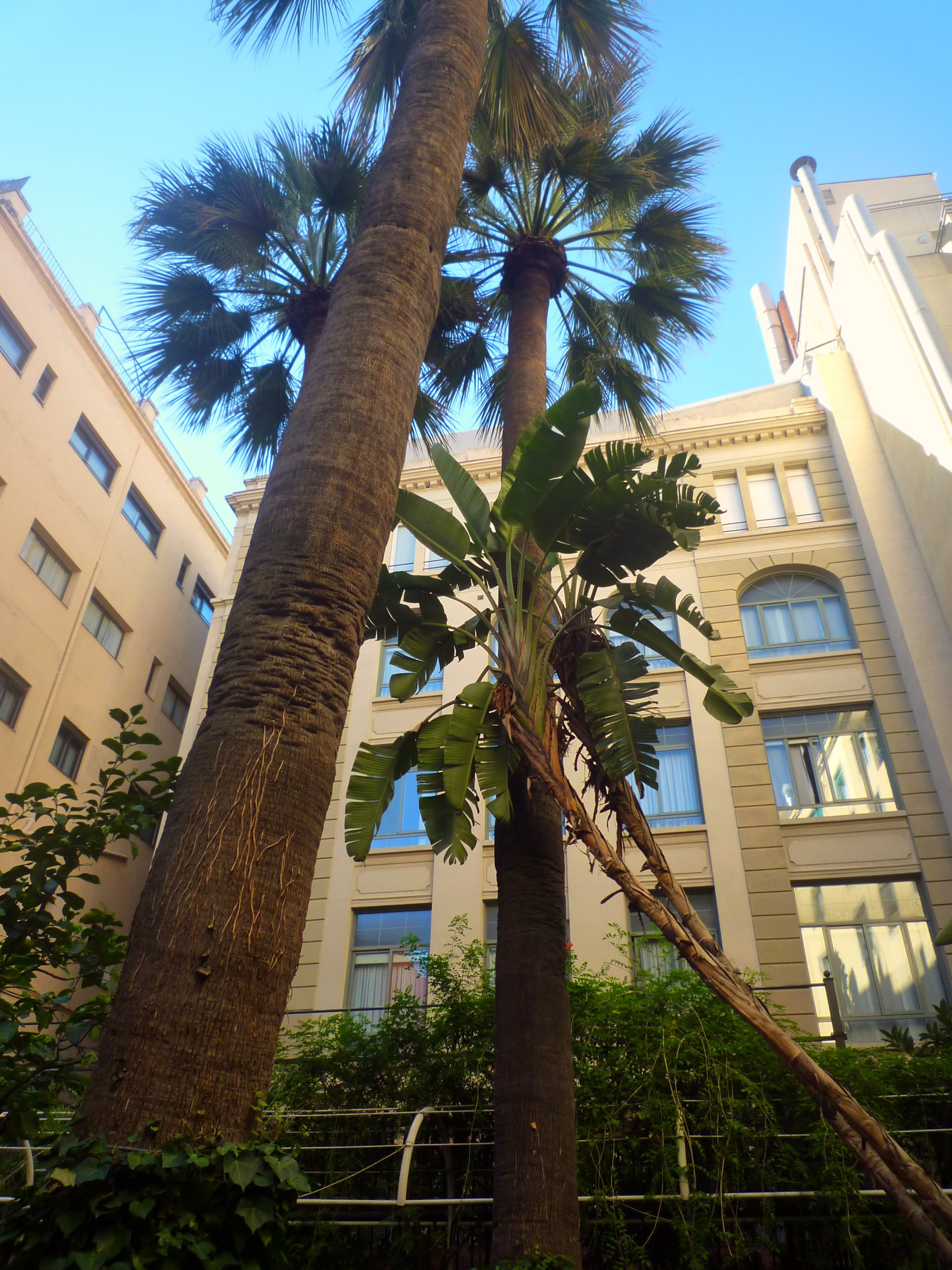
Stipes de palmiers et de ravenales.

Le stipe (ou faux-tronc) est, en botanique, la tige robuste de plantes terrestres comme les palmiers, les yuccas, les dragonniers (Dracaena sp.), les fougères arborescentes ou encore les bananiers.

## Caractéristiques
Le stipe n'est pas un véritable tronc. Il s'agit d'un emboîtement de gaines foliaires coriaces, qui se caractérise principalement par l'absence de croissance en épaisseur, contrairement au tronc des arbres dicotylédones. Hormis chez le bananier, la surface du stipe est marquée par les empreintes laissées par la base du pétiole des feuilles tombées et sa coupe transversale ne montre pas de cernes de croissance du bois.

Comparaison de coupes transversales dans des stipes et dans un tronc
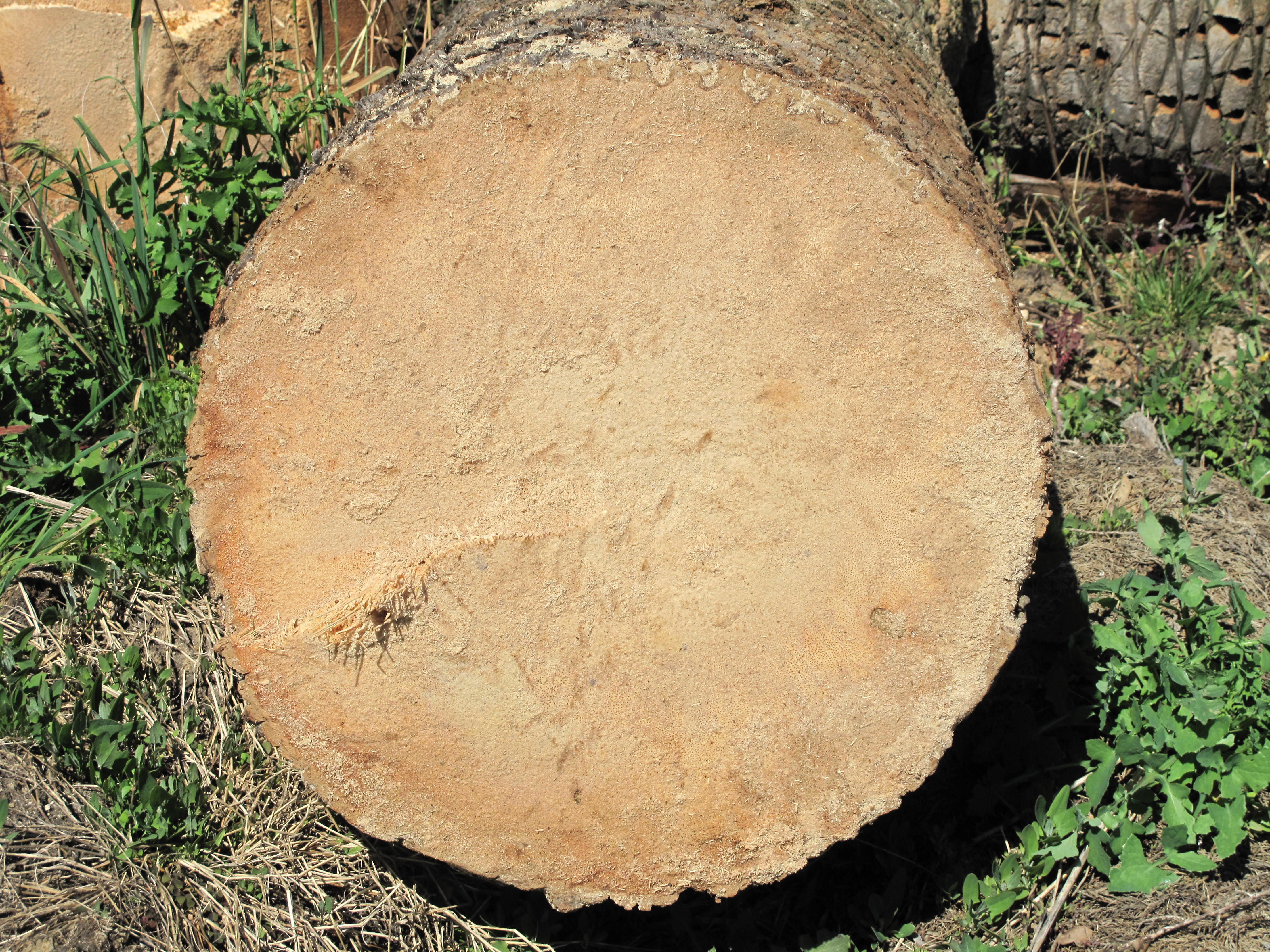
Le stipe de palmier ne montre pas de cernes de croissance.
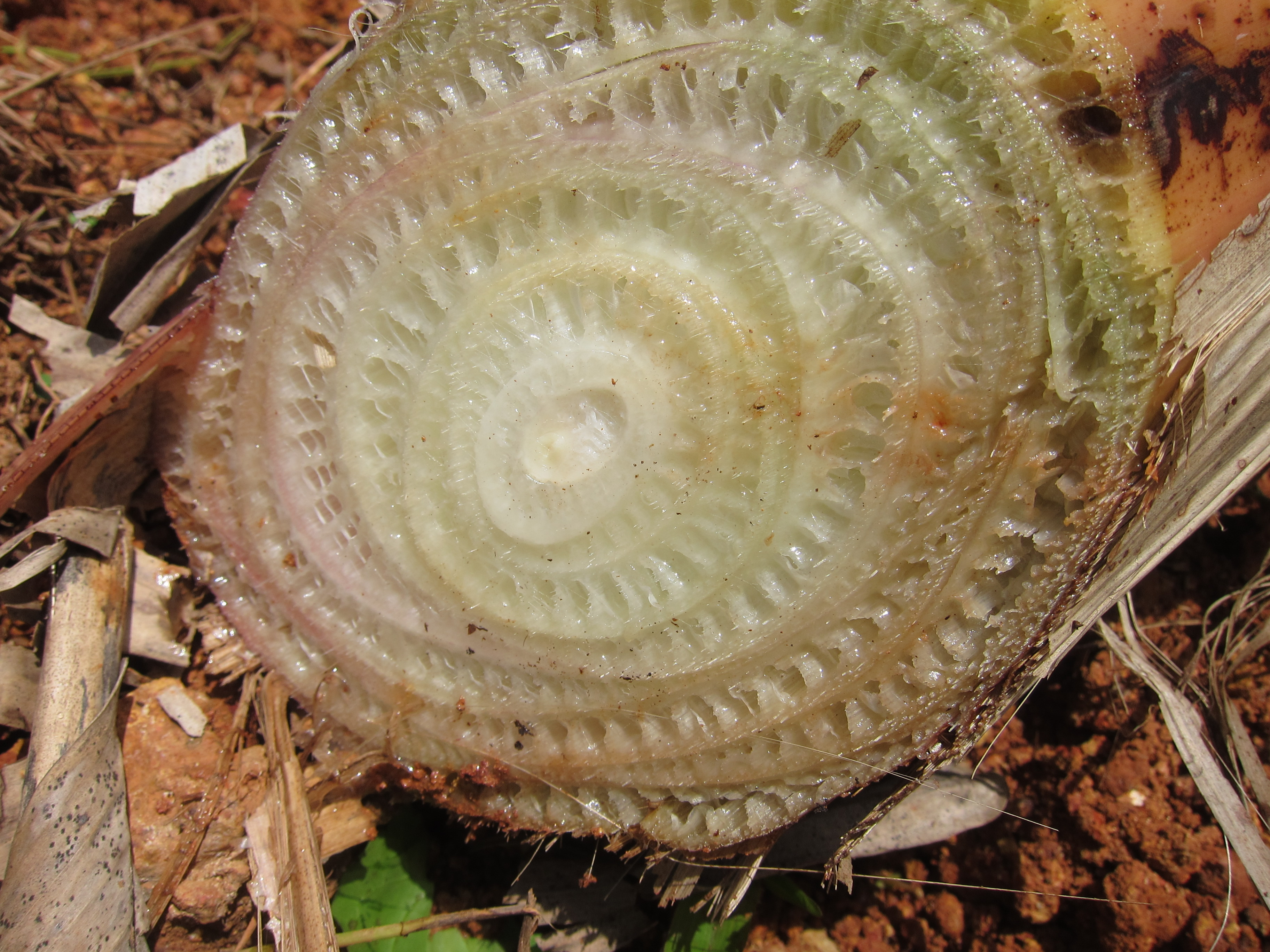
Le stipe de bananier est formé par la base des feuilles enroulées.
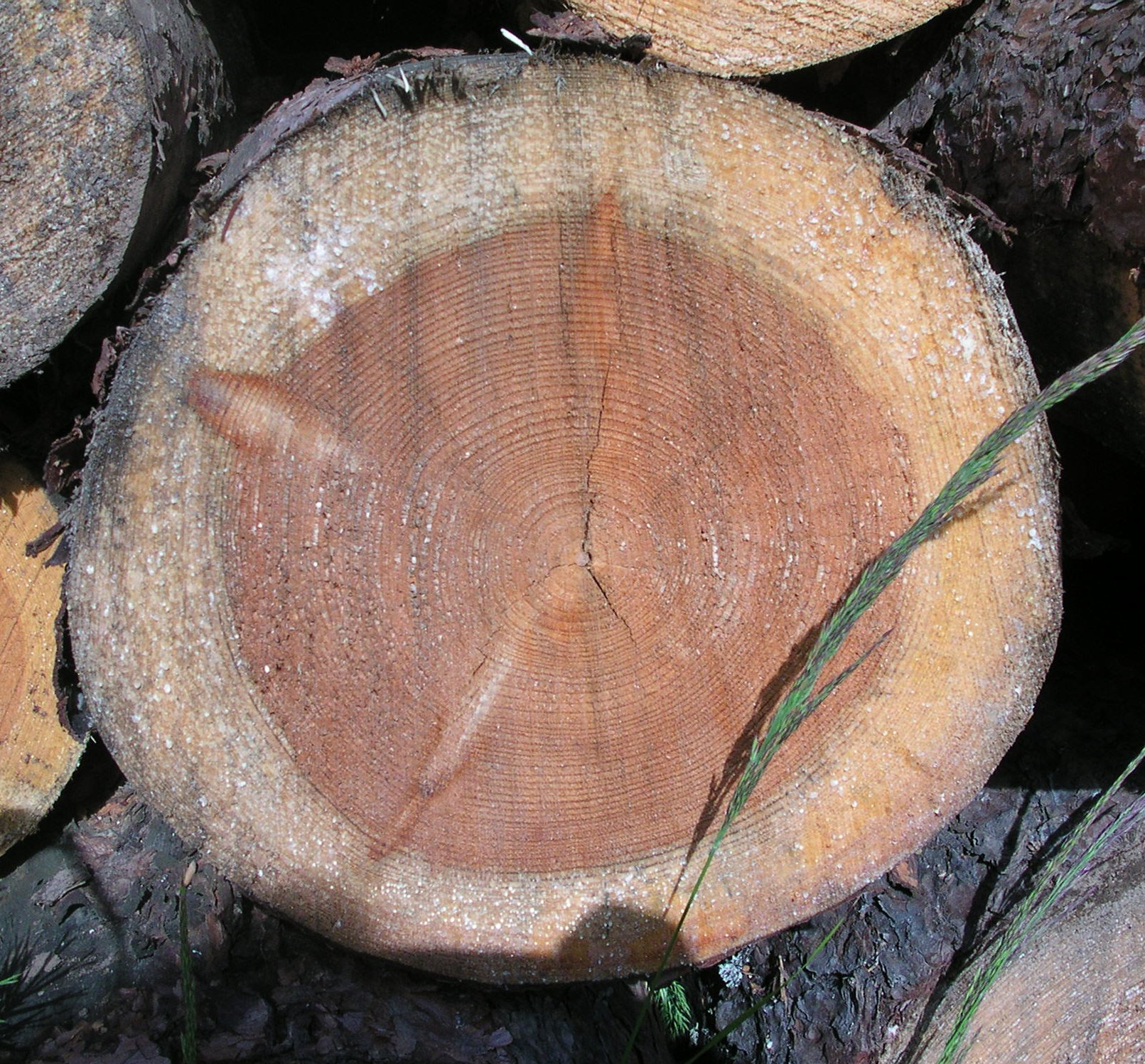
Dans un vrai tronc (ici un Pinus) les cernes de croissance du bois, de l'aubier et du duramen sont bien visibles.

### Stipe de palmier
Chez les palmiers, le diamètre du stipe est constant, du pied de la plante jusqu'au bouquet de feuilles terminales. On peut toutefois constater parfois des irrégularités dans le diamètre, mais elles s'expliquent par des variations climatiques qui ont pu affecter la pousse de la plante. La surface du stipe est marquée par les empreintes losangiques caractéristiques de la base des feuilles. Dans les plantations de palmier à huile (Elaeis guineensis), lors de l'ablation des feuilles, la base du pétiole, appelée « chicot », reste attachée au stipe, montrant l'insertion spiralée des feuilles. Le stipe n'est pas ramifié, sauf rares exceptions (genre Hyphaene).

Stipe de palmier
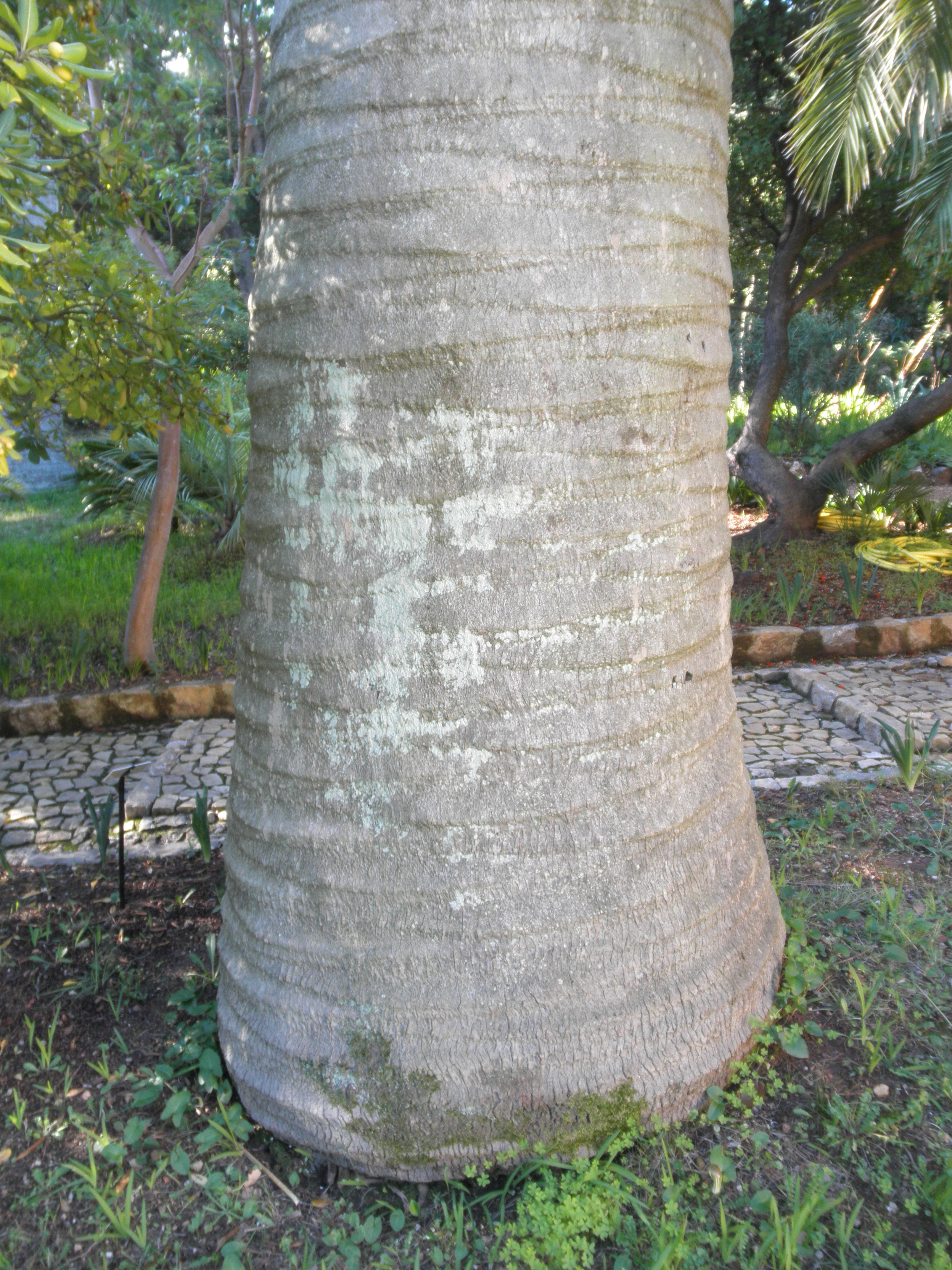
Base d'un stipe de Cocotier du Chili.
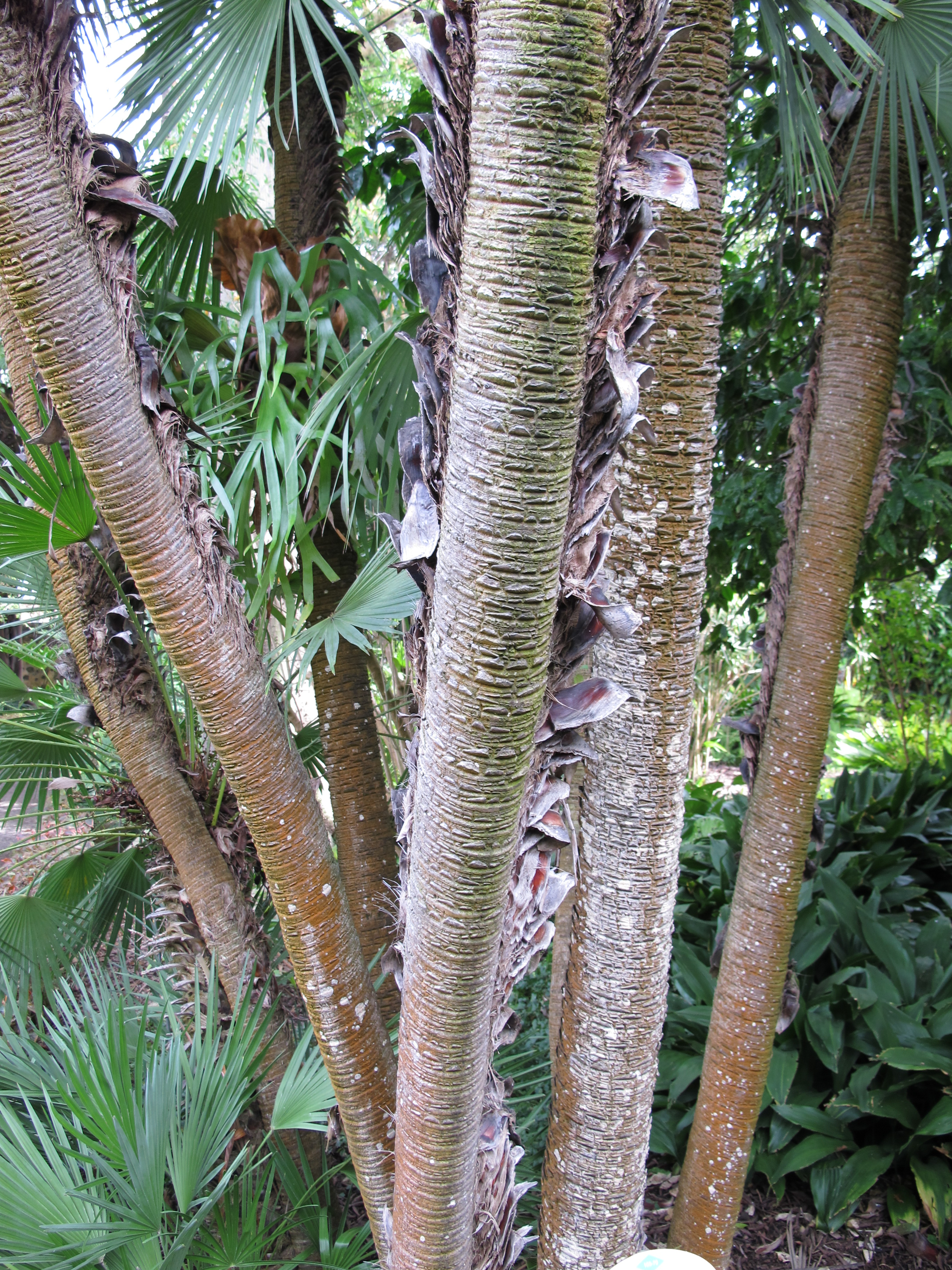
Stipes groupés de Chamaerops humilis (palmier dit « cespiteux »).
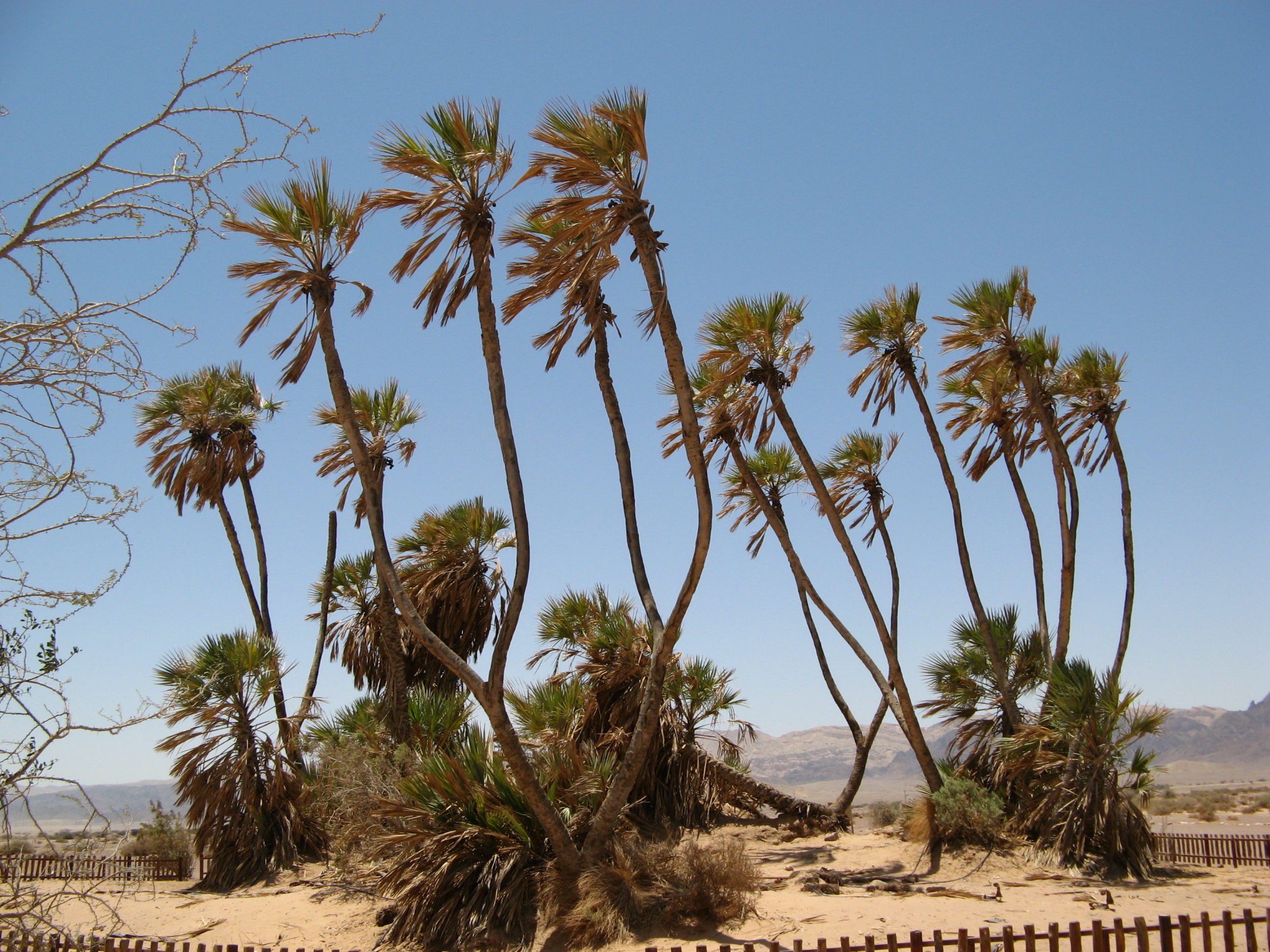
Des palmiers « Doum » (genre Hyphaene, nord-est de l'Afrique) : cas rarissime de palmiers à stipe ramifié (à ne pas confondre avec le cas beaucoup plus fréquent du palmier à plusieurs stipes ou cespiteux).
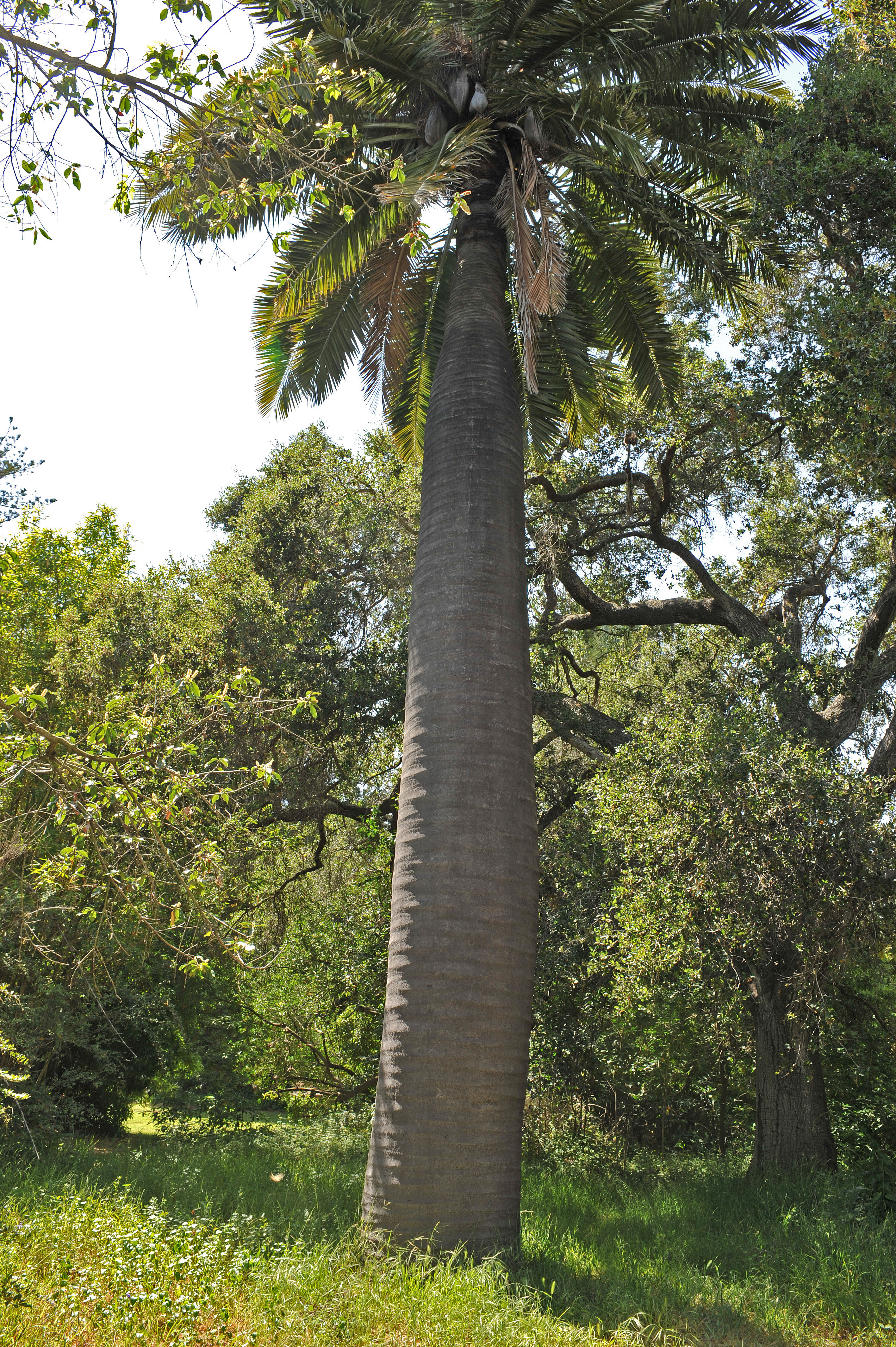
Le stipe du Cocotier du Chili peut mesurer jusqu'à 1 m de diamètre et plus.

### Stipe de bananier
Le stipe des bananiers est formé d'une superposition de feuilles enroulées en cornet.

Stipe de bananier
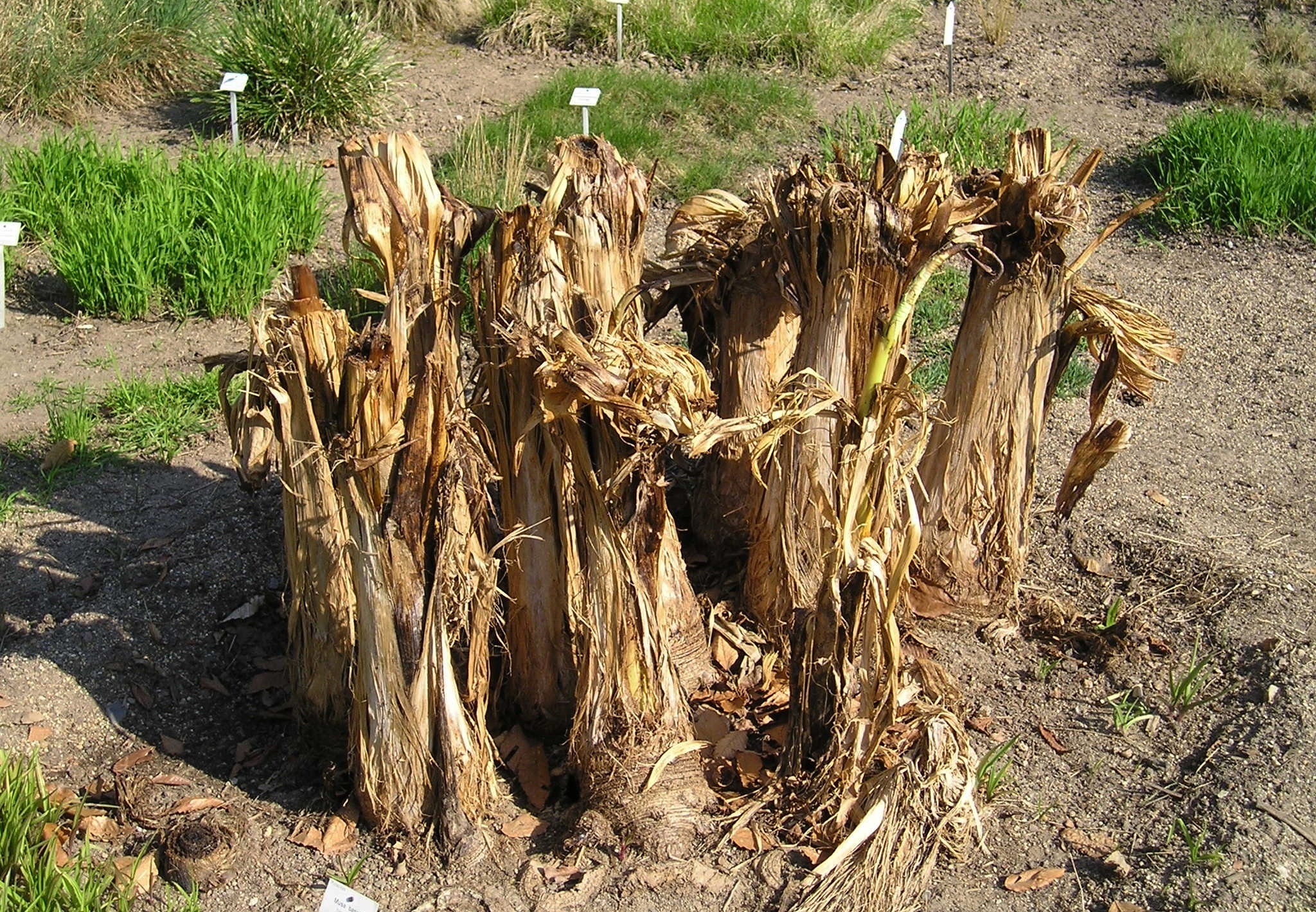
Base de stipes de bananiers coupés pour l'hiver
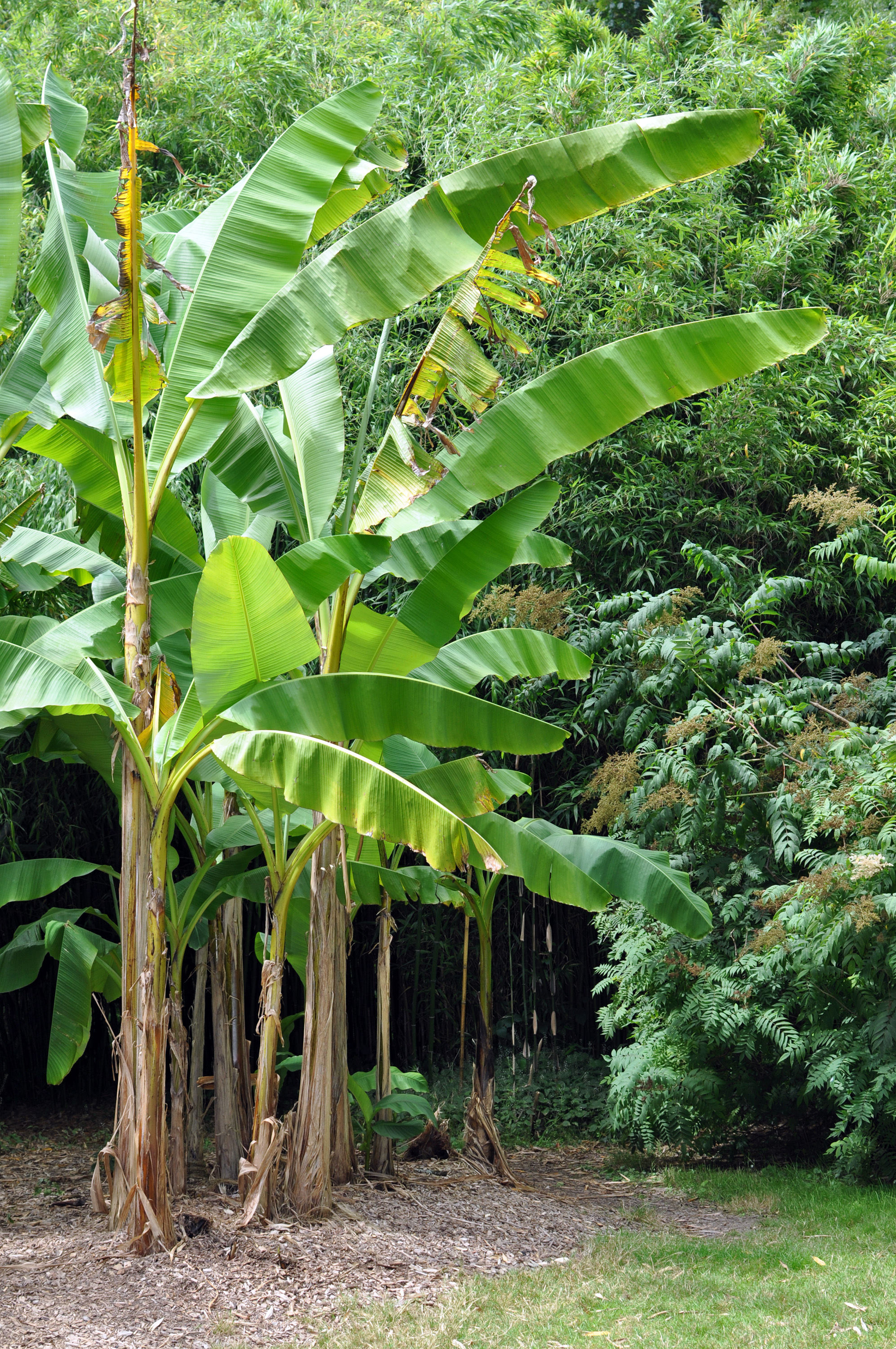
Stipes de Musa acuminata

### Stipe de dragonnier

Stipe de dragonnier
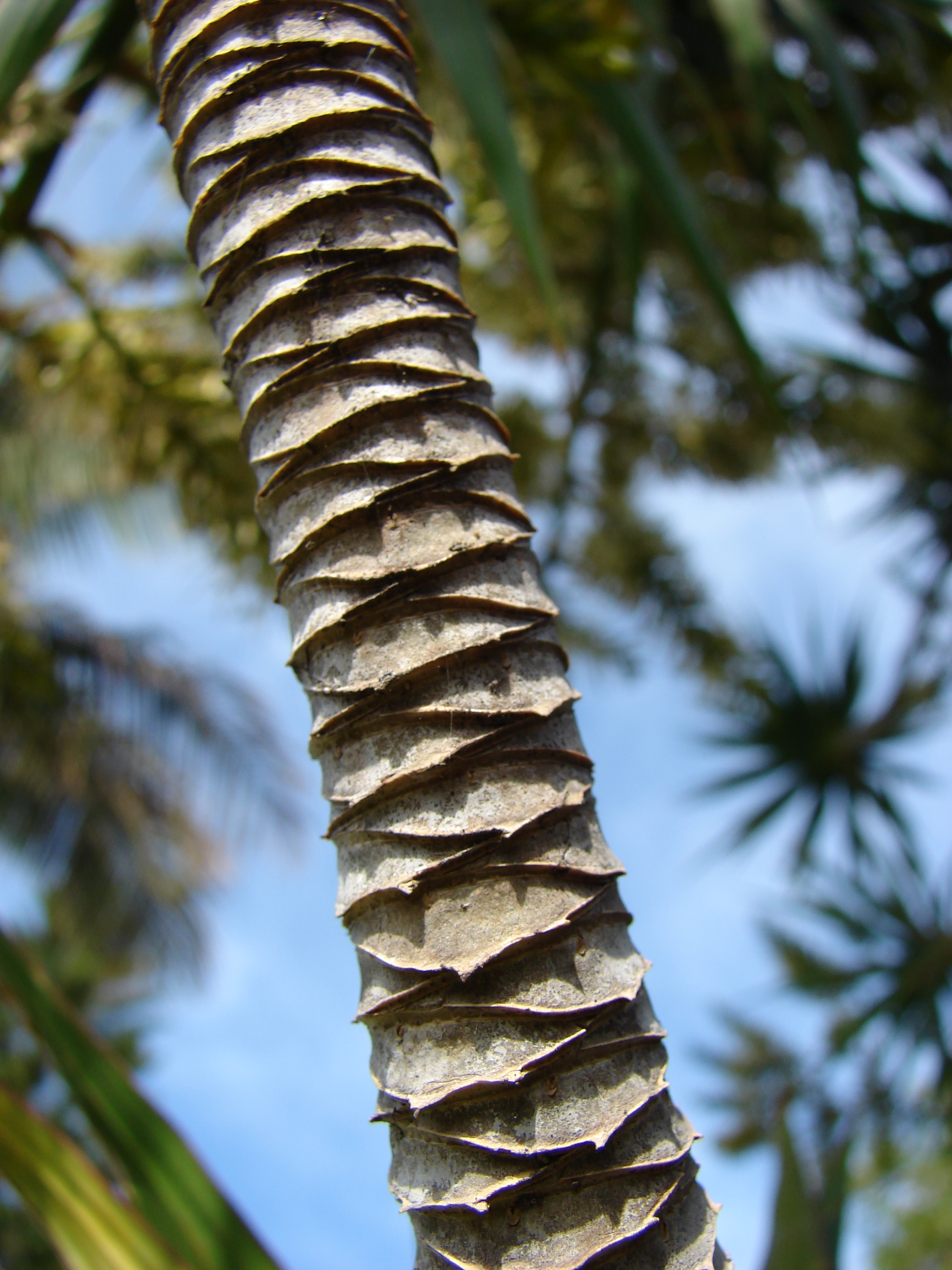
Stipe d'un Dragonnier de Madagascar avec la trace des feuilles
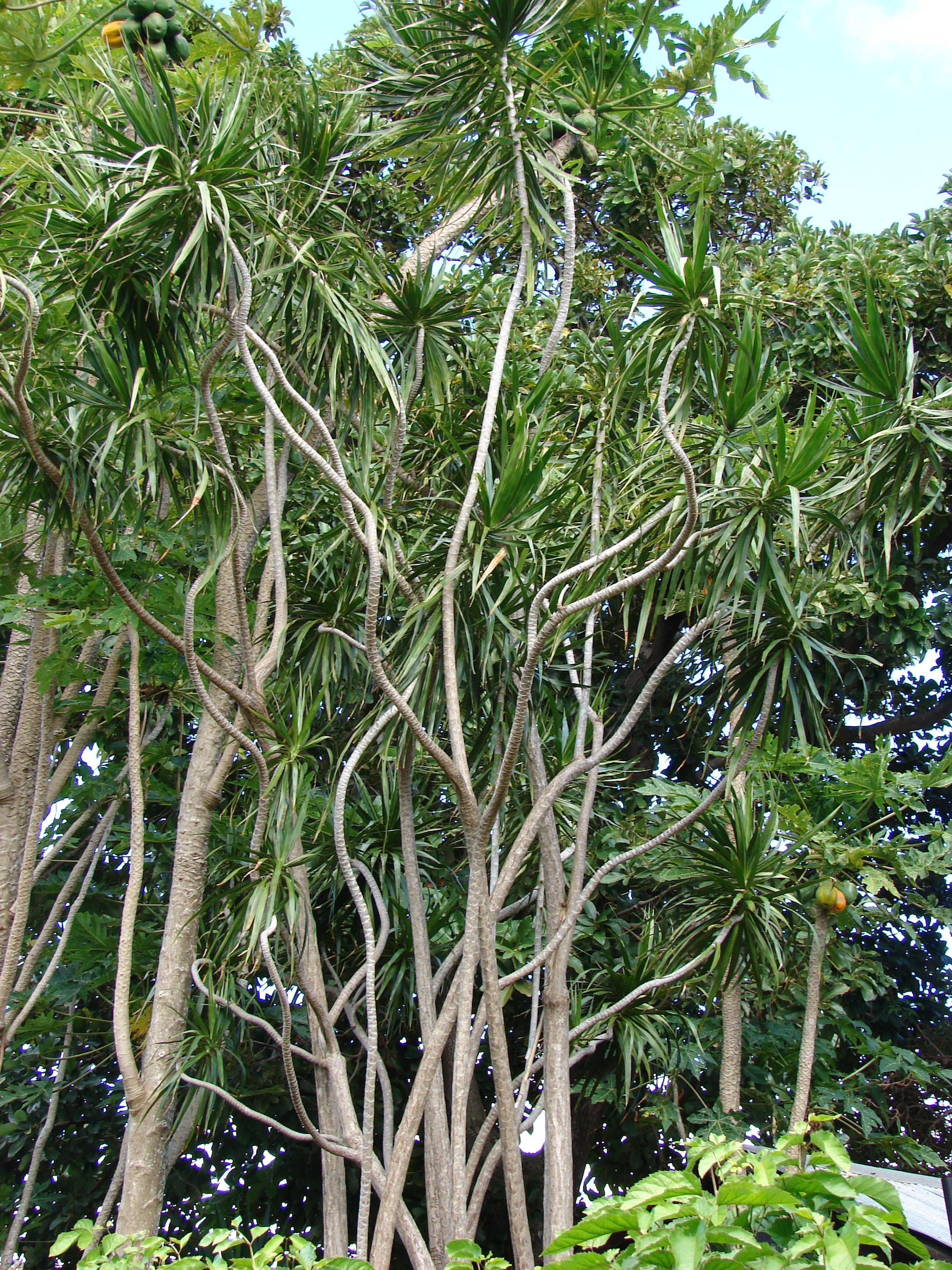
Groupe de Dragonniers de Madagascar
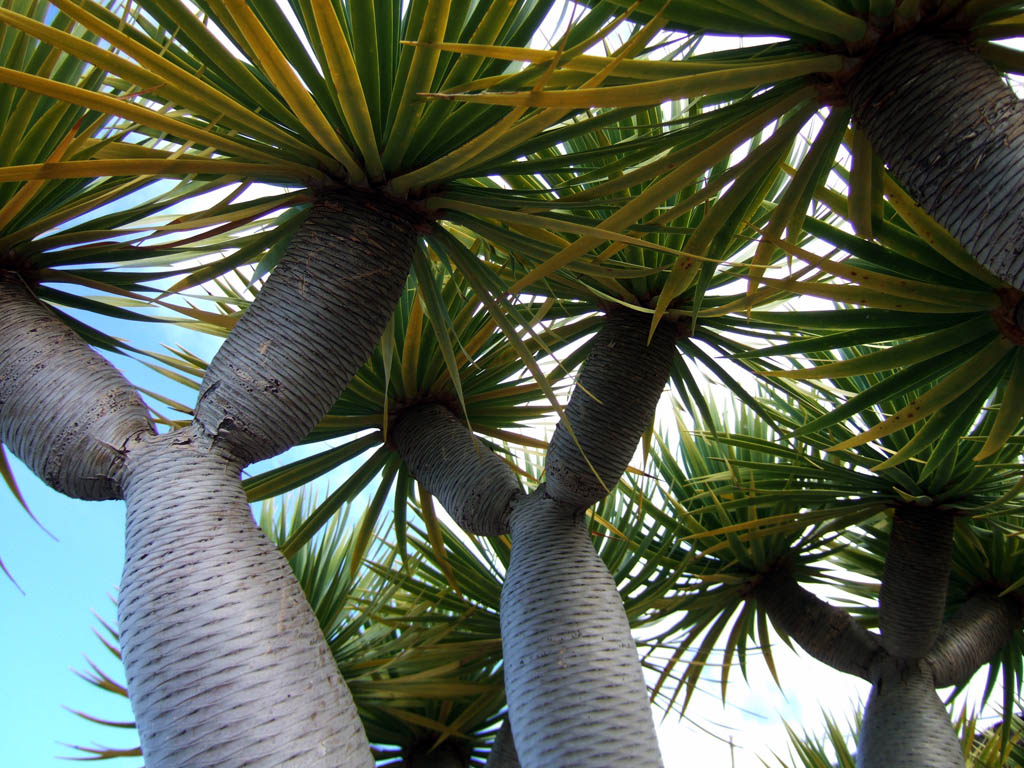
Ramifications du stipe d'un Dragonnier des Canaries
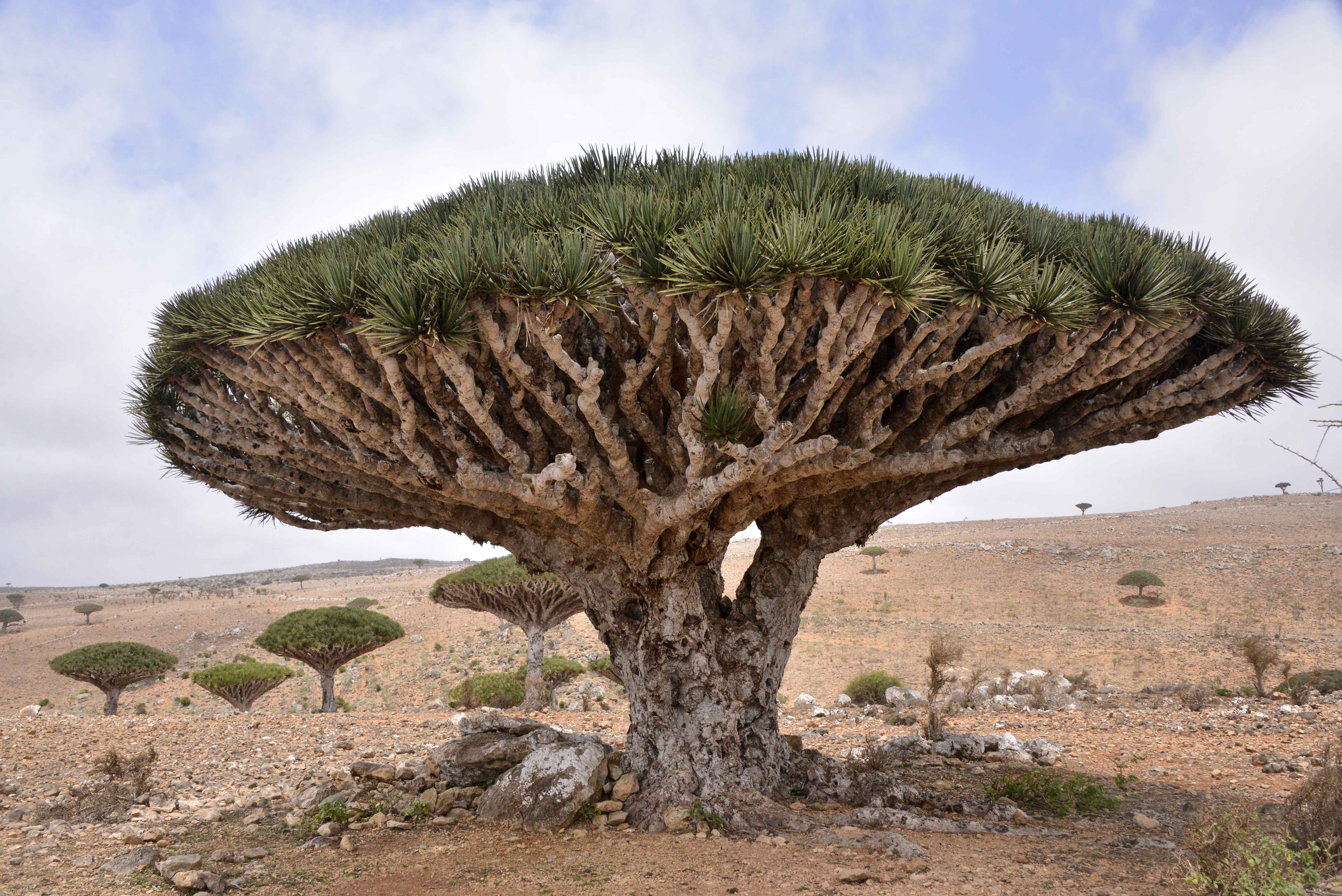
Stipe d'un Dragonnier de Socotra

### Stipe de yucca

Stipe de yucca
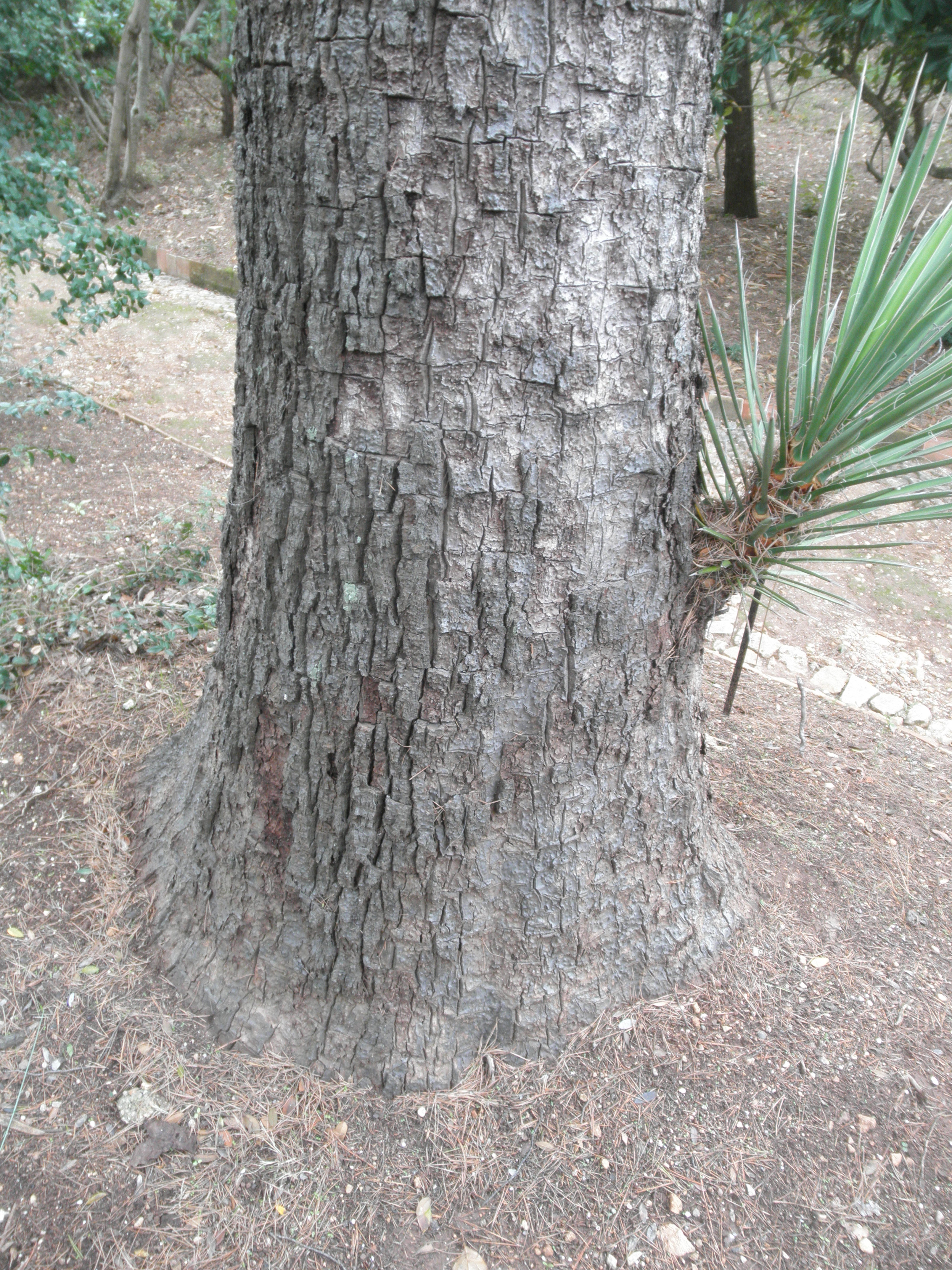
Base du stipe d'un Yucca filifera
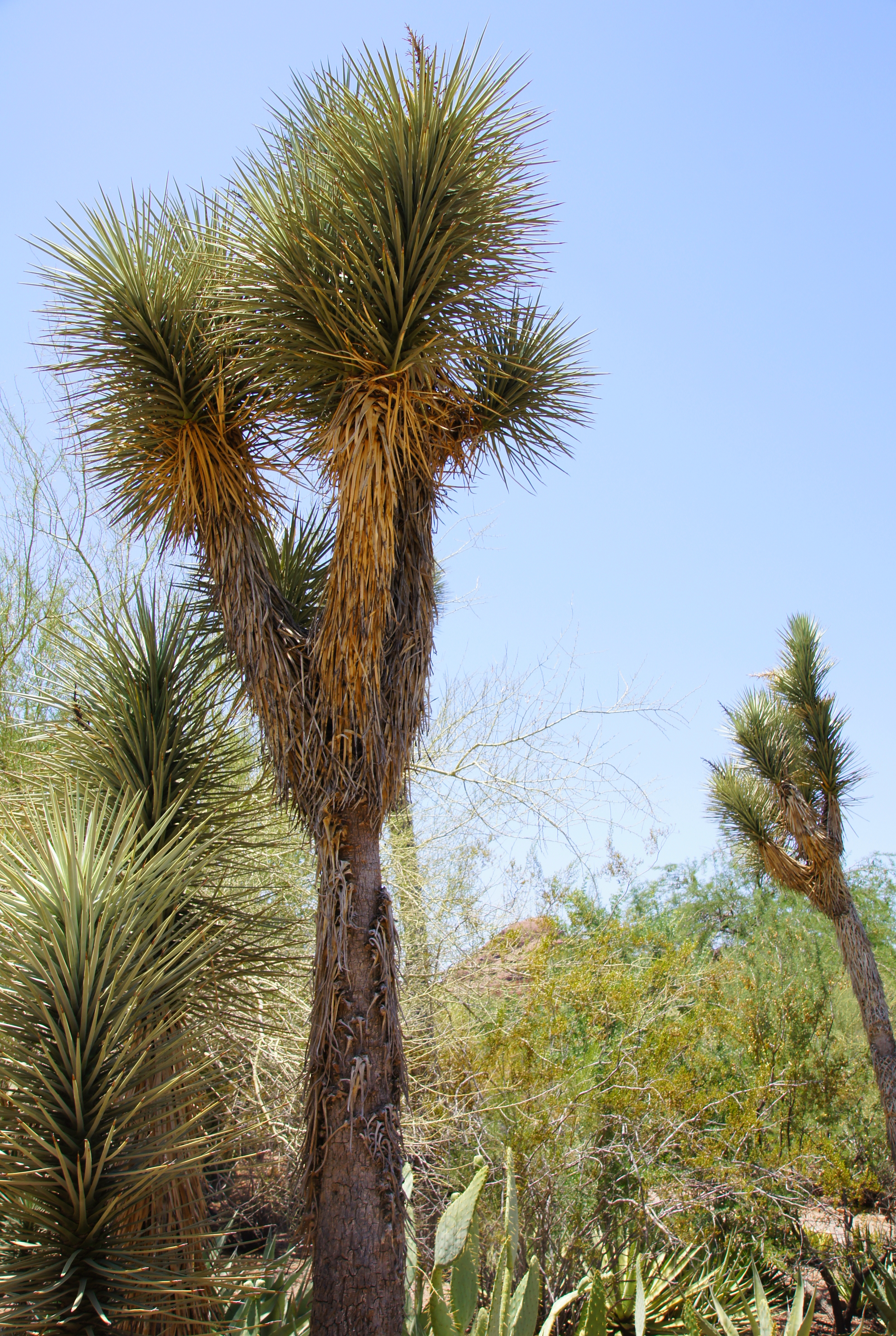
Stipe ramifié de Yucca filifera
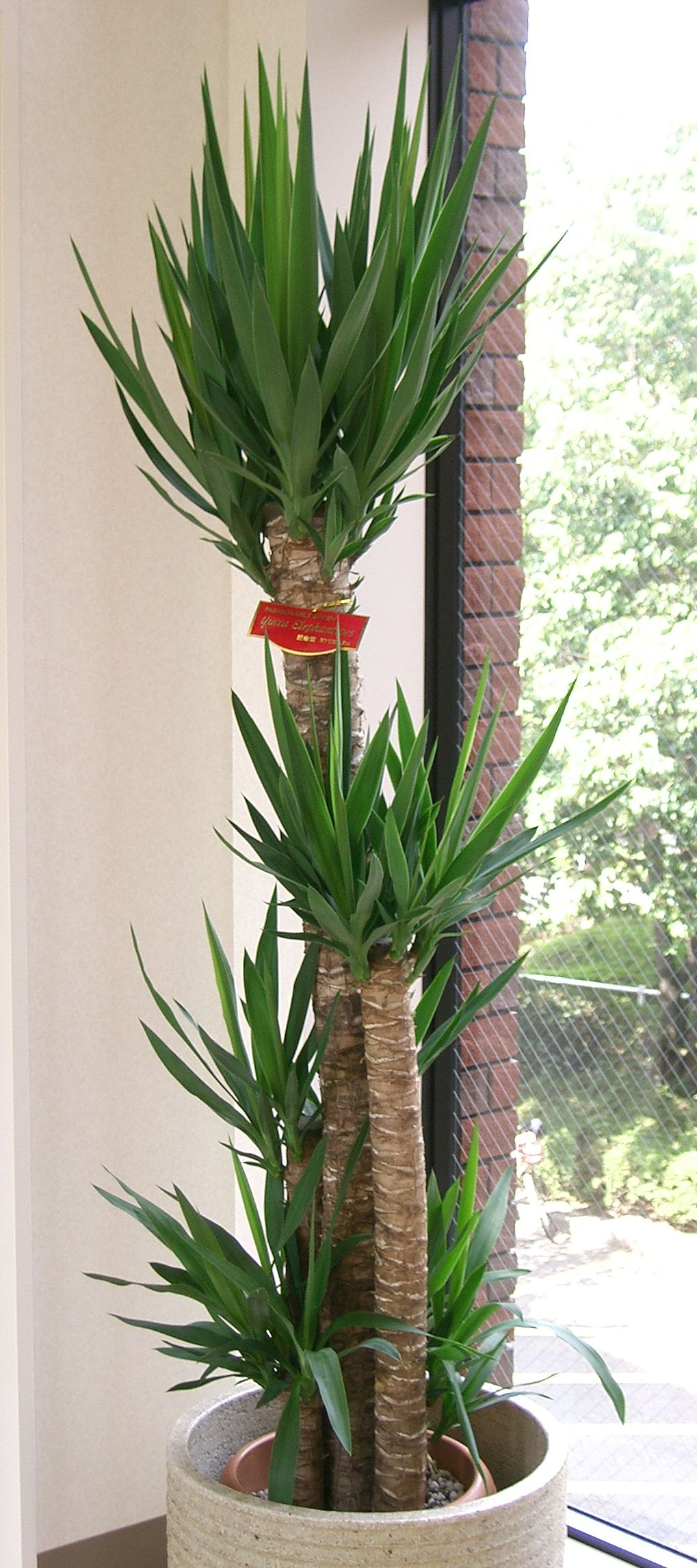
Boutures de jeunes stipes de Yucca gigantea
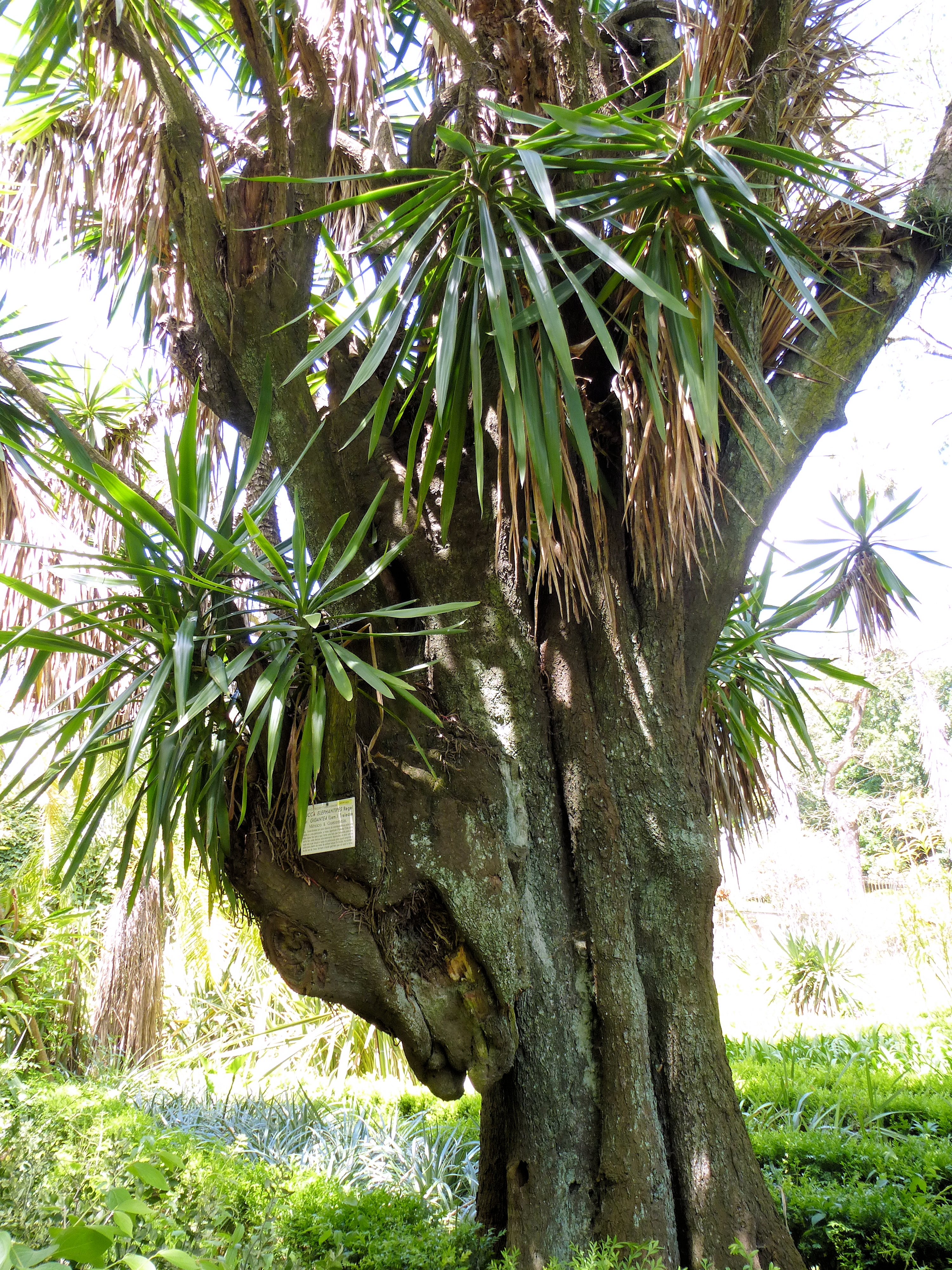
Stipe ramifié d'un Yucca gigantea très âgé

## Divers

Quelques autres plantes dotées d'un faux-tronc
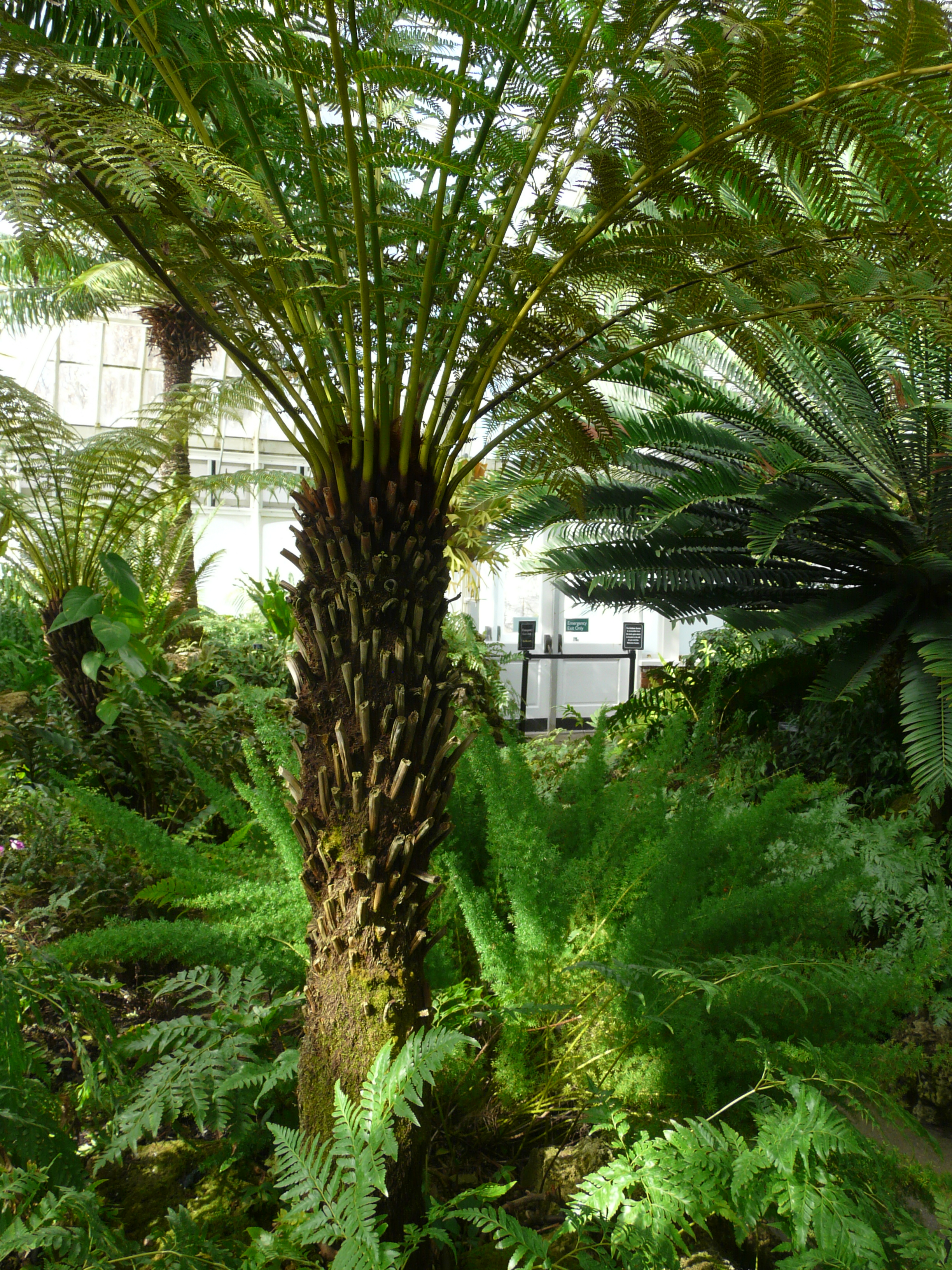
Stipe de fougère arborescente
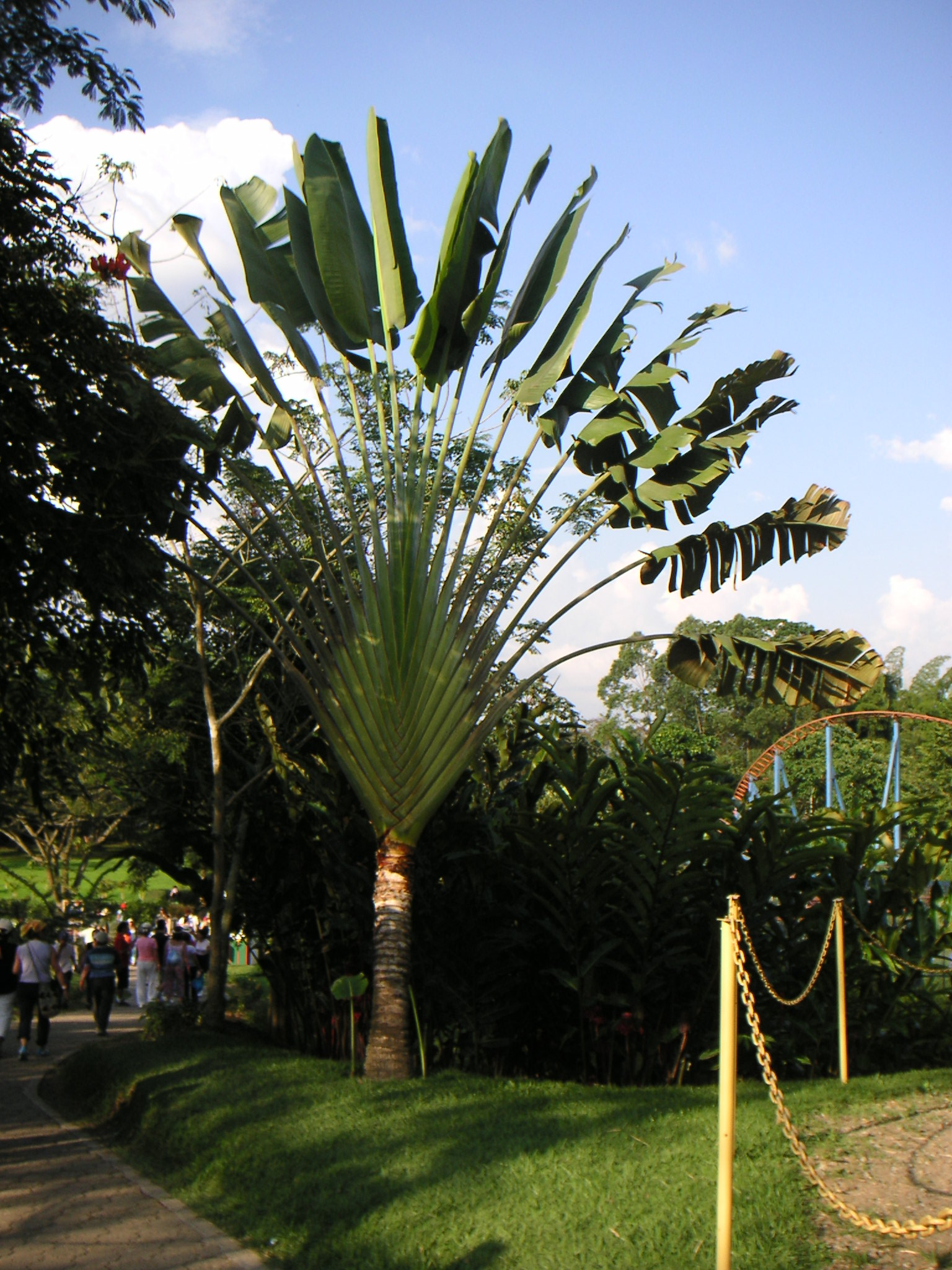
Arbre du voyageur